# جو بلویت
جو بلویت (انگلیسی: Joe Blewitt؛ ۱ نوامبر ۱۸۹۵ – ۳۰ مه ۱۹۵۴ (aged 58)) ورزشکار دو و میدانی اهل بریتانیا بود.